# الخلايا العصبية التابعة
الخلايا العصبية التابعة هي عصبون ينشأ في المرحلة التنموية للدماغ ويرتبط تطوره واتجاهه ارتباطًا جوهريًا بالخلايا العصبية الرئيسية. يمكن أيضًا تسمية هذه الخلايا العصبية بالخلايا العصبية النمائية اللاحقة أو الخلايا التابعة. في المراحل المبكرة من تطور الدماغ، تحدد الخلايا العصبية الرئيسية المسارات المحورية التي يتم استخدامها لاحقًا كسقالات بواسطة الخلايا العصبية التابعة، والتي تُظهر مخاريط نموها وتتأرجح مع محاور رئيسية، وتشكل قناة ليفية وتُظهر تفضيلًا للنمو الموجه للمحور. يُعتقد أن هذه الخلايا العصبية يمكن أن تقرأ إشارات اتجاهية دقيقة للغاية وتتلف أو تنفصل من أجل الوصول إلى هدفها، حتى في شعاع محور عصبي عالي الكثافة.

## التابع - تفاعلات الرواد
يمكن أن تكون التفاعلات بين المحاور التابعة والقائدة من نوعين: متماثل، عندما تكون المحاور من نفس النوع العصبي؛ ومتغاير الزيجوت، عندما تكون المحاور العصبية من خلايا عصبية مختلفة ولها أصول وأهداف مختلفة. في تطور الأنظمة العصبية المعقدة للفقاريات، عادةً ما يكون للمحاور نفس الأصل والهدف، لذلك يمكن توجيهها من خلال التفاعلات المتماثلة. لقد تم افتراض أن الخلايا العصبية القيادية لها دور مهم في توجيه محاور التابعين، كونها ضرورية لهم للوصول إلى أهدافهم. ومع ذلك، فإن النتائج المتعلقة بهذا الدور الذي تلعبه الخلايا العصبية في تحديد مسار الإسقاط للمحاور التابعة متضاربة، بمجرد أن أظهرت بعض الدراسات أن الخلايا العصبية الرئيسية ليست مطلوبة أو تسهل فقط التمديد على طول المسار الطبيعي للخلايا التابعة. على سبيل المثال، أظهرت الدراسات في تطوير وأجنة ذبابة الفاكهة أن النمو الصحيح للخلايا العصبية التابعة لا يعتمد على الخلايا العصبية الرئيسية وبدلاً من ذلك قد يعطي إشارات إضافية فقط للتأكد من أن كل محور في القناة المحورية الصحيحة. حتى أن هناك دراسة أجريت على أسماك الزرد أظهرت نتائجها أنه عندما يتم التخلص من محاور الرصاص، يمكن استبدالها بمحاور تتبع، والتي تصرفت منذ ذلك الحين مثل المحاور الرئيسية. من ناحية أخرى، في اللافقاريات، يبدو أن الخلايا العصبية الرئيسية لها دور مركزي في توجيه الخلايا العصبية لأهدافها، لأن إزالتها تؤدي إلى أخطاء في اكتشاف الخلايا العصبية للأتباع.

## دور الكاديرين
الأساس الجزيئي للريادة في التنقل الوسيط للمحاور التابعة للمحاور غير مفهومة تمامًا، ولكن، من المفترض، تتطلب التصاقًا محددًا بين الخلايا العصبية الرصاصية والتابعة. عائلة الكادرين السوبر هي واحدة من أكبر عائلات جزيئات التصاق الخلايا (CAMs). يتوسط الكاديرين التفاعلات العصبية على نطاق واسع ويرتبط أيضًا بتجميع المحاور الانتقائية. تشارك مجالات كادرين في التصاق الخلايا الخلوية المتماثلة. تتميز الكادرينات الكلاسيكية بالجانب المرتبط بالكاتينين الموجود في ذيلها داخل الخلايا التي توفر ارتباطًا ديناميكيًا بالهيكل الخلوي.

### في الزرد
يعد الالتصاق الخلوي مهمًا خلال مرحلتي الترحيل للحفاظ على التفاعلات بين الخلايا العصبية الحركية العضدية للوجه (والمشاش للخلايا العصبية الرائدة ، بالإضافة إلى الحزمة الطولية الإنسي). الرائد نفسه قادر على الهجرة بشكل مستقل عن كليهما، مما يشير إلى استخدام عوامل أخرى للسفر عبر الدماغ المؤخر. يشارك في الهجرة المبكرة، وله دور مهم في التفاعلات بين والمحور الخلفي للخلايا العصبية الرئيسية. عندما يفقد الأتباع الاتصال بالسلائف، فقد يؤدي ذلك جزئيًا إلى حدوث عيوب هجرة لوحظت في الأجنة المستنفدة للـ LP. كما أنه مهم للتفاعل. يقلل رد الفعل هذا النضوب، مما يسمح له بالهجرة نحو خط الوسط. على الرغم من أن اليورانيوم المنضب في التحكم في التصاق الخلايا العصبية الظهارية قد يساهم في حدوث عيوب انتقال موجودة في الأجنة المستنفدة، إلا أن التماسك الذي يتم توسطه بين التفاضلات قد يكون أيضًا حاسمًا في عملية الهجرة.